# Moments de Hausdorff
En mathématiques, le problème des moments de Hausdorff est celui des conditions nécessaires et suffisantes pour qu'une suite (mn) de réels soit la suite des moments
{\displaystyle m_{n}=\int _{0}^{1}x^{n}\,d\mu (x)\,}
d'une mesure de Borel {\displaystyle \mu } sur le segment [0, 1].
Le nom du problème est associé au mathématicien allemand Felix Hausdorff.
Dans le cas m0 = 1, ceci équivaut à l'existence d'une variable aléatoire réelle X dans l'intervalle [0, 1] telle que pour tout n, l'espérance de Xn soit égale à mn.
Ce problème est voisin du problème des moments de Stieljes défini sur l'intervalle {\displaystyle [0,\infty [}, celui de Toeplitz sur {\displaystyle \{t\in \mathbb {C} \mid \left|t\right|=1\}} et celui de Hamburger sur {\displaystyle \mathbb {R} } mais à la différence de ceux-ci, la solution, si elle existe, est unique.
Il a été étendu aux espaces bidimensionnels et aux suites tronquées.

## Séries monotones
Hausdorff a montré, qu'il existe une solution {\displaystyle \mu } si et seulement si la suite (mn) est complètement monotone, c'est-à-dire si ses suites de différences satisfont
{\displaystyle (-1)^{k}(\Delta ^{k}m)_{n}\geq 0}
pour tout n, k ≥ 0, où Δ est l'opérateur différence finie donné par
{\displaystyle (\Delta m)_{n}=m_{n+1}-m_{n}.}
Une telle condition est nécessaire, en effet
{\displaystyle (-1)^{k}(\Delta ^{k}m)_{n}=\int _{0}^{1}x^{n}(1-x)^{k}\,\mathrm {d} \mu (x)\geq 0}.
Par exemple
{\displaystyle \Delta ^{4}m_{6}=m_{6}-4m_{7}+6m_{8}-4m_{9}+m_{10}=\int x^{6}(1-x)^{4}\,\mathrm {d} \mu (x)\geq 0}.
L'unicité de {\displaystyle \mu } se déduit du théorème d'approximation de Weierstrass :

## Suite tronquée
Les problèmes d'approximation en physique conduisent à l'usage de suites tronquées {\displaystyle (m_{0},m_{1},...,m_{p})}. Dans ce cas, si l'on définit les matrices de Hankel suivantes
{\displaystyle A_{k}=\left(m_{(i+j)}\right)_{i,j=0}^{k}\,,\;\;\;B_{k}=\left(m_{(i+j+1)}\right)_{i,j=0}^{k}\,,\;\;\;C_{k}=\left(m_{(i+j)}\right)_{i,j=1}^{k}}
la condition nécessaire et suffisante d'existence sur {\displaystyle \left[a,b\right]} est
- pour {\displaystyle p=2k}

{\displaystyle A_{k}\geq 0\quad {\text{et}}\quad (a+b)\,B_{k-1}\geq a\,b\,A_{k-1}+C_{k}}
- pour {\displaystyle p=2k+1}

{\displaystyle b\,A_{k}\geq B_{k}\geq a\,A_{k}.}

### Ouvrages
- (en) William Feller, An Introduction to Probability Theory and Its Applications, vol. 2, John Wiley & Sons, 1971
- (en) Naum Akhiezer (trad. du russe par N. Kemmer), The Classical Moment Problem and Some Related Questions in Analysis, New York, Hafner Publishing, 1965